# 瓜伊塔里亞
瓜伊塔里亞是哥倫比亞的城鎮，位於該國西南部，由納里尼奧省負責管轄，始建於1892年1月1日，面積121平方公里，海拔高度2,701米，2005年人口12,764。
1°08′00″N 77°33′23″W / 1.13333°N 77.5564°W